# José Francisco Acuña
Jose Francisco Acuña (auch Jozé Acuña; * um 1780; † 1828) war ein portugiesischer Pianist und Komponist spanischer Herkunft.

## Leben
Jose Francisco Acuña wurde um 1780 geboren. Nach seiner Ausbildung in Spanien ließ er sich zu Beginn des 19. Jahrhunderts als Klavierlehrer in Lissabon nieder. Er erwarb sich einen guten Ruf und hatte viele Schüler.

## Werke (Auswahl)
Von Jose Francisco Acuña sind viele Kompositionen in Manuskriptform wie Sonaten, Variationen und Walzer erhalten. Diverse Werke erschienen im Druck.
- Oh minh'alma, Moda portugueza com Variaçõens para Piano-Forte [Portugiesische Weise mit Variationen für Klavier] op. 3,  gewidmet der Serenissima Senhora Infanta D. Maria de Assumpção, der späteren portugiesischen Königin Maria II. Op. 3, Lissabon. Introduktion, Thema, elf Variationen und Finale, Thema.[2]
- Althea, Moda portugueza com Variaçõens para Piano-Forte [Portugiesische Weise mit Variationen für Klavier], gewidmet der Serenissima Senhora Infanta D. Izabel Maria, der späteren portugiesischen Regentin Isabella Maria von Portugal Op. 4a, Lissabon. Prelúdio, Tema, zehn Variationen und Finale[3]

- Tiroliro, Moda portugueza com Variaçõens para Piano-Forte [Portugiesische Weise mit Variationen für Klavier], gewidmet der Serenissima Senhora Infanta D. Anna de Jezus Maria op.5, Lissabon, 1824. Prelúdio, Introduktion, Thema, acht Variationen.[4]
- O pranto de Lisia, Grande marcha funebre e sentimental für Klavier, Harfe, Cembalo oder Orgel op. 7, komponiert zum Tode König Johann VI von Portugal, Off. R. Lith., Lissabon, 1826[5] 2. Auflage 1827[1]
- La sorpresa di Semiramide all'apparizione dell'ombra di Nino suo estirito consorte, Variationen über ein Thema der Grand Opéra von Rossini op. 8a.  Armazéns de Muzica Belem, Casa de Viúva Martins, Lissabon[6][7]
- Variaçoens para Piano Fórte [Variationen für Klavier]. Thema, sechs Variationen und Finale[8]